# أحمد الملا
المستشار أحمد إبراهيم الملا (مواليد 1962) عسكري سابق ومستشار قانوني بحريني ، نائب رئيس المحكمة الدستورية السابق خلال الفترة 12 سبتمبر 2019 حتى 12 سبتمبر 2024 وكان سابقاً رئيساً لمجلس النواب خلال الفترة 14 ديسمبر 2014 حتى 12 ديسمبر 2018.  

## السيرة الذاتية
ولد في البحرين بمدينة المحرق في عام 1962. حصل على ليسانس حقوق من جامعة الإمارات عام 1984 وماجستير في القانون الدولي من الجامعة الأمريكية بواشنطن عام 1995.
عمل ضابط قانوني في القيادة العامة في قوة دفاع البحرين من 1985 إلى 1987. ثم ترقى إلى مدعي عام عسكري من 1995 إلى 1998. ثم ترقى إلى قاضي بالمحاكم العسكرية من 1995 إلى 1997. ثم ترقى إلى مستشار قانوني منتدب بوزارة الخارجية من 1997 إلى 2001. ثم ترقى إلى رئيس النيابة العسكرية من 2001 إلى 2005. ثم ترقى إلى قائم بأعمال مدير مديرية القضاء العسكري من 2005 إلى 2006. ثم ترقى إلى رئيس الشؤون القانونية بوزارة الدفاع رئيس محكمة الاستئناف العسكرية العليا من 2006 إلى 2008. ثم ترقى إلى مستشار قانوني بوزارة شؤون مجلس الوزراء من 2008 إلى 2010.
ترشح لانتخابات مجلس النواب 2010 عن الدائرة الثالثة في المحافظة الجنوبية حيث حصل في الجولة الأولى التي أجريت في 23 أكتوبر 2010 على المركز الأول ب968 صوت بنسبة %30.60 مقابل 735 صوت لشارخ الدوسري ، وفاز في جولة الإعادة التي أجريت في 30 أكتوبر 2010  بعد حصوله على 2012 صوت بنسبة %71.99.
وترشح لانتخابات مجلس النواب 2014 عن الدائرة العاشرة في المحافظة الجنوبية وفاز في الجولة الأولى للانتخابات التي جرت في 22 نوفمبر 2014 بعد حصوله على 834 صوت بنسبة %80.27 مقابل 205 صوت بنسبة %19.73 لخالد الدوسري ، وفي يوم الأحد 14 ديسمبر 2014 انتخب رئيساً لمجلس النواب بعد حصوله على 27 صوت مقابل 13 أصوات عبدالله حويل وذالك خلال الجلسة الأولى للمجلس، وشغل المنصب حتى نهاية مدة المجلس في 12 ديسمبر 2018.
في 12 سبتمبر 2019 أصدر الملك حمد بن عيسى آل خليفة ملك مملكة البحرين أمر ملكي بتعينه نائباً لرئيس المحكمة الدستورية لمدة خمس سنوات وشغل المنصب حتى 12 سبتمبر 2024.